# Teatro Capranica
Il teatro Capranica è stato un teatro di Roma attivo soprattutto dal XVII al XIX secolo.

## Storia
Il teatro prese il nome dall'omonima famiglia romana proprietaria del palazzo presso cui sorgeva il teatro. L'edificazione del palazzo, che si affaccia sulla omonima piazza, era iniziata attorno al 1450, nei pressi della chiesa di Santa Maria in Aquiro, per volontà del cardinale Domenico Capranica, il quale intendeva destinarlo a sede di un collegio, il futuro Almo collegio Capranica. Il palazzo, inizialmente a un solo piano, con torre laterale e senza cortile, venne ampliato da Angelo, fratello di Domenico e anch'esso cardinale, il quale destinò al collegio solo parte del palazzo, riservandone il resto alla famiglia . Il teatro fu creato da Pompeo Capranica (1647-1706) il quale lo ricavò abbattendo le pareti divisorie dal primo piano del palazzo, proprietà comune dei vari rami della famiglia Capranica. La prima rappresentazione avvenne nel febbraio 1679 con l'opera di Bernardo Pasquini Dov'è amore è pietà.
In seguito alla divisione dei beni della famiglia Capranica, Pompeo e suo fratello Federico (1665-1723) ereditarono la porzione di Palazzo Capranica comprendente il vecchio palazzo che fecero inoltre ricostruire nel 1694 sotto la direzione dell'architetto Carlo Buratti, allievo di Carlo Fontana, con la pianta a "U", secondo lo stile dell'epoca, e riccamente ornato. Venne eluso il divieto papale di effettuare recite a pagamento con l'escamotage di affittare i palchi come beni immobili. Per il Carnevale del 1698 vennero rappresentate due opere liriche (Aiace ed Eusonia) grazie al mecenatismo del card. Ottoboni. L'ostilità di papa Innocenzo XII per gli spettacoli teatrali portò tuttavia nel 1699 alla chiusura del teatro Capranica, che poté riaprire solo nel 1711 grazie alla protezione della regina polacca Maria Casimira. Dopo la morte di Federico Capranica (1723) ne assunse la gestione suo figlio Camillo; quest'ultimo, amante del teatro, fu il creatore del Teatro Valle (1727). Camillo fece gestire il teatro da impresari esperti, quali il camerinese Giuseppe Polvini Faliconti (1682-1741), l'urbinate Girolamo Mainardi, il napoletano Antonio Mango, ecc.. Nel XVIII secolo il teatro venne spesso chiuso dalle autorità pontificie in concomitanza di epidemie o periodi di lutto o per una politica proibizionistica; subì inoltre traversie per vertenze di proprietà fra i vari eredi; ciononostante vennero rappresentate alcune fra le più importanti opere teatrali. Nel 1767 i Capranica cedettero il teatro, che nel 1767 venne acquistato dal conte Raimondo Ottini, dal quale passò in eredità ai Negroni (1790). La famiglia Negroni rimase proprietaria del teatro fino al 1852; la situazione finanziaria del teatro rimase sempre difficile e nel 1852 fu acquistato da Alessandro Torlonia, uomo abile negli affari, il quale lo cedette immediatamente al marchese Bartolomeo Capranica, appassionato di teatro. Costui fece ricostruire il teatro dall'architetto Gaspare Servi; ma anche questa volta la gestione economica si rivelò disastrosa per cui il Capranica venne chiuso definitivamente il 1º marzo 1881, dopo una recita dell'Ernani.
Adibito a lungo come deposito di mobili, dal 1922 al 2000 il teatro Capranica funzionò da sala cinematografica. Nel 2005 fu trasformato in un centro per congressi nel cui ambito si svolgono anche esecuzioni musicali.